# Pärlor åt svinen (musikalbum)
Pärlor åt svinen är ett studioalbum av Magnus Uggla, som släpptes den 24 oktober 2007. Det placerade sig som högst på andra plats på den svenska albumlistan. Albumet innehåller bland annat singlarna "Pärlor åt svin" och "För kung och fosterland". Det är den första skivan som är utgiven av Ugglas eget skivbolag, Uggly Music.
Albumet nominerades till en Rockbjörn i kategorin "Årets svenska skiva", men fick se sig slaget av Kents Tillbaka till samtiden. Låten "Pärlor åt svin" var nominerad till "årets svenska låt", men förlorade till "Om du lämnade mig nu" av Lars Winnerbäck och Miss Li.

## Låtlista
Alla texter är skrivna av Magnus Uggla och musik av Anders Henriksson och Magnus Uggla, utom där annat angivits.
1. "Åh vilken härlig dag" - 3.57 (Magnus Uggla)
2. "Tvättbräda" - 3.38
3. "Fredagskväll på Hallen" - 4.07
4. "Pärlor åt svin" - 4.08
5. "Vild och skild" - 3.23
6. "Borta bra men hemma bäst" - 2.53
7. "Det är vårt liv" - 3.28
8. "Coverbandens förlovade land" - 3.11
9. "Min igen" - 3.37
10. "Du och jag mot hela världen" - 4.11 (Magnus Uggla)
11. "För kung och fosterland" - 3.01

## Medverkande
- Peter Månsson - Trummor, slagverk, gitarrer, bas
- Anders Hansson - Keyboards
- Tommy Braic - Bas
- Jesper Nordenström - Piano
- Staffan Astner - Gitarr och bas
- Erik Arvinder - Violin och viola
- Henrik Söderquist - Cello
- Peter Asplund - Trumpet
- Emil Heiling, Jeanetta Olsson, Emma Tyra Märta & Sofie, Magnus Rongedal och Magnus Uggla - Kör
- Emil Heiling - Körarrangemang
- Erik Arvinder - Stråkarrangemang

## Listplaceringar
| Lista (2007-2008) | Position |
| ----------------- | -------- |
| Sverige           | 2        |